# يوري أورلوف
يوري فيودوروفيتش أورلوف (بالروسية: Ю́рий Фёдорович Орло́в، 13 أغسطس 1924 - 27 سبتمبر 2020) كان فيزيائي مسرعات الجسيمات، وناشط في مجال حقوق الإنسان، منشق سوفييتي، ومؤسس مجموعة هلسنكي في موسكو، وأحد الأعضاء المؤسسين لمجموعة منظمة العفو الدولية السوفييتية، أعلن سجين رأي أثناء قضائه تسع سنوات في السجن والمنفى الداخلي للمشاركة بعمل اتفاقيات هلسنكي لحقوق الإنسان، وتم إعلانه سجين رأي من قبل منظمة العفو الدولية كمؤسس لحركة حقوق الإنسان في البلاد (الاتحاد السوفييتي). بعد إطلاق سراحه من المنفى، سمح لأورلوف بالهجرة إلى الولايات المتحدة وأصبح أستاذًا للفيزياء في جامعة كورنيل.

## وظيفته مبكرة
ولد يوري أورلوف في عائلة من الطبقة العاملة في 13 أغسطس 1924 ونشأ في قرية بالقرب من موسكو. كان والديه كلوديا بيتروفنا ليبيديفا وفيودور بافلوفيتش أورلوف. وفي مارس 1933 توفي والده. خدم أورلوف كضابط في الجيش السوفييتي من عام 1944 إلى عام 1946. تخرج من جامعة موسكو الحكومية في عام 1952 وبدأ دراساته العليا في معهد الفيزياء النظرية والتجريبية حيث عمل لاحقًا كفيزيائي.
كاد أورلوف أن يفقد مسيرته العلمية في عام 1956 بسبب خطابه في اجتماع الحزب حول مناقشة تقرير خروتشوف حول عبادة الشخصية وعواقبها، في المؤتمر العشرين للحزب الشيوعي. إذ وصف علنًا ستالين وبيريا بأنهما: القتلة الذين كانوا في السلطة، وطرح شرط الديمقراطية على أساس الاشتراكية. طرد من الحزب الشيوعي السوفييتي على إثر خطابه المؤيد للديمقراطية في عام 1956 كما طرد من وظيفته أيضًا.
حصل أورلوف على درجة المرشح لدرجة الدكتوراه في العلوم عام 1958 ودرجة الدكتوراه في العلوم عام 1963 وأصبح خبيرًا في تسريع الجسيمات. انتخب في عام 1968 عضوًا مناظرًا في الأكاديمية الأرمنية للعلوم بعد أن وجد عملًا في معهد يريفان للفيزياء. وفي عام 1972، عاد إلى موسكو وعمل في معهد المغناطيسية الأرضية.

## الانشقاق
نشرت صحيفة برافدا في سبتمبر 1973 بيانًا لمجموعة من الأكاديميين البارزين يدينون فيه نشاط أندريه ساخاروف المناهض للوطنية، وقرر أورلوف دعمه، مع تذكر فترات الثلاثينيات المحفوظة جيدًا، والتي طالب فيها بعض الأكاديميين بإنزال عقوبة الإعدام بحق آخرين بالفعل. القى القبض وفي وقت على بعض هؤلاء الأكاديميين أنفسهم، وطالب بعض الأكاديميين الذين لم يتم القبض عليهم بإعدامهم.
كتب أورلوف في 16 سبتمبر 1973 دفاعًا عن ساخاروف: رسالة مفتوحة إلى بريجنيف حول أسباب التخلف الفكري في الاتحاد السوفييتي ومقترحات للتغلب عليه، والتي ظهرت في تداول ساميزدات السري. نشرت الصحافة الغربية الرسالة في عام 1974 لكن النشر في الصحافة الروسية لم يتم إلا في عام 1991. في أوائل سبعينيات القرن العشرين، ظهر مقال يوري أورلوف: هل من الممكن ظهور نوع غير شمولي من الاشتراكية؟ ظهر أيضًا في تداول الساميزدات السري.
وفصل في عام 1973 بعد أن أصبح عضوًا مؤسسًا لأول مجموعة لمنظمة العفو الدولية في الاتحاد السوفييتي.
وفي مايو 1976، قام بتنظيم مجموعة هلسنكي في موسكو وأصبح رئيسًا لها. أشاد أندريه ساخاروف بأورلوف لتوثيقه المنهجي للانتهاكات السوفييتية لأحكام حقوق الإنسان في اتفاقيات هلسنكي. تجاهل أورلوف أوامر حل مجموعة هلسنكي في موسكو عندما أخبره الكي جي بي أن المجموعة غير قانونية. قرر رئيس الكي جي بي يوري أندروبوف أن هكذا ظهرت الحاجة إلى إنهاء تصرفات أورلوف وزميله مراقب هلسنكي غينزبورغ وآخرين مرة واحدة وإلى الأبد، على أساس القانون الحالي.

## الاعتقال والمحاكمة
ألقي القبض على أورلوف في 10 فبراير 1977. ثم نشر أورلوف في مارس 1977 مقالًا حول اعتقاله بعنوان الطريق إلى اعتقالي. وفي محاكمة مغلقة، حرم من حقه في فحص الأدلة واستدعاء الشهود.
امتلأت قاعة المحكمة بحوالي 50 شخصًا اختارتهم السلطات، بينما منع أنصار أورلوف وأصدقاؤه، بما في ذلك أندريه ساخاروف، من الدخول لعدم وجود مكان. تمت مقاطعة تلخيص أورلوف عدة مرات من قبل القاضي والمدعي العام والمتفرجين الذين صرخوا جاسوس وخائن. وبحسب إيرينا زوجة أورلوف، صفق المتفرجون المعادون في قاعة المحكمة للحكم وصرخوا: كان ينبغي عليكم إعطاءه أكثر من ذلك.
جادل أورلوف في المحاكمة بأن لديه الحق في انتقاد الحكومة والحق في تعميم مثل هذه الانتقادات بموجب أحكام حرية المعلومات في اتفاقيات هلسنكي. كما جادل أورلوف بأنه قام بتوزيع مثل هذه المعلومات لأسباب إنسانية، وليس تخريبية. في 15 مايو 1978، حكم على أورلوف بالسجن لمدة سبع سنوات في معسكر العمل والنفي الداخلي لمدة خمس سنوات لعمله مع مجموعة هلسنكي في موسكو.

### احتجاجات على محاكمة أورلوف
وأعرب الرئيس الأمريكي جيمي كارتر عن قلقه إزاء شدة الحكم وسرية المحاكمة. قال عضو مجلس الشيوخ عن واشنطن هنري إم جاكسون: إن محاكمة أورلوف، وسجن غينزبورغ وشارانسكي، هي حالات دراماتيكية، عند مناقشة الانتهاكات السوفييتية للقانون. واحتجت الأكاديمية الوطنية الأمريكية للعلوم رسميًا ضد محاكمة أورلوف.
في صيف عام 1978، أنشأ 2400 عالم أمريكي، بمن فيهم فيزيائيون في مختبر لورانس بيركلي بجامعة كاليفورنيا، علماء لساخاروف وأورلوف وشارانسكي (SOS)، وهي حركة دولية لتعزيز وحماية حقوق الإنسان للعلماء. 547  كان المبادر إلى SOS هو الفيزيائي الأمريكي أندرو سيسلر، وكان رئيسها البروفيسور موريس بريبستين. لقد تحدث العلماء في المنظمة الأوروبية للأبحاث النووية (CERN) ضد سجن أورلوف بتهمة نشر دعاية مناهضة للسوفييت. وقد ألغى 43 عالم فيزياء رحلاتهم للإتحاد السوفييتي احتجاجًا على سجنه.

## السجن والنفي
سجن أورلوف لمدة عام ونصف في سجن ليفورتوفو، ثم في معسكر بيرم 35 و37. وفي معسكر بيرم 37، قام بثلاثة إضرابات عن الطعام لإجبار سلطات السجن على إعادة كتاباته ومذكراته المصادرة. وتم تهريب مقالتين كتبهما في المعسكر ونشرتهما في الخارج. في 5 يوليو 1983، أرسل المستشار النمساوي برونو كرايسكي رسالة إلى الزعيم السوفييتي يوري أندروبوف يطلب فيها إطلاق سراحه إلى النمسا، لكن لم يتم الرد عليها عمدًا.
وأصدرت منظمة هلسنكي ووتش ومقرها نيويورك بيانا حول تدهور صحة أورلوف، وقالت إنه يعاني من صداع متكرر ونوبات دوار نتيجة إصابة قديمة في الجمجمة. ويعاني من التهاب الكلى والبروستاتا، وانخفاض ضغط الدم، وآلام روماتيزمية، وألم في الأسنان، وأرق وآلام في البطن بالإضافة إلى نقص الفيتامينات. الرعاية الطبية في معسكر العمل غير كافية على الإطلاق. عانى أورلوف من مرض السل. وفقد قدرًا كبيرًا من وزنه وفقد معظم أسنانه. وقالت زوجة أورلوف إنه بدا هزيلًا وإنها خائفة جدًا على صحته، وأن السلطات تقتله تدريجيًا.
نفي أورلوف في عام 1984 إلى كوبياي في سيبيريا وسمح له بشراء منزل بحديقة. في 14 نوفمبر 1985، أثار البروفيسور جورج والد قضية أورلوف في حديث مع الزعيم السوفييتي ميخائيل غورباتشوف الذي أجاب بأنه لم يسمع عن أورلوف.